# Пушкарь, Николай Никитович
Николай Никитович Пушкарь (бел. Мікалай Мікітавіч Пушкар; 8 мая 1919 — 29 декабря 1993) — белорусский художник-керамист, Заслуженный деятель искусств БССР, член Белорусского союза художников, участник более трехсот областных, республиканских, всесоюзных и международных выставок.

## Биография
Родился Николай Никитович 8 мая 1919 года в Белгородской области. Рано осиротел, но беспризорнику повезло попасть в знаменитую трудовую колонию им. Горького под Харьковом, которой руководил опытный педагог Антон Семенович Макаренко. Это тоже сыграло не последнюю роль в том, что свою жизнь он посвятил творчеству. Макаренко заметил у мальчика способности к рисованию и предложил ему нарисовать портрет Максима Горького. Когда знаменитый писатель приехал в гости к воспитанникам колонии, ему преподнесли портрет в подарок. Пораженный мастерством, с которым исполнен его портрет, Горький попросил познакомить его с художником. Николая привели к писателю, и тот предложил ему помощь в поступлении в знаменитое Харьковское художественное училище. Вскоре с рекомендательным письмом от самого Максима Горького Николай уехал в Харьков.
После окончания училища в 1937 году Николай Никитович несколько лет до самой войны работает в школе учителем рисования, а затем его призывают на службу в армию, где он служит в танковых войсках. В первые месяцы Великой Отечественной войны он был ранен, контужен и попал в плен.
С 1941 по 1945 был заключенным концлагеря № 315, г. Гамерштайн, Германия. После освобождения будущий художник возвращается на родину, где его ждал новый удар судьбы — арест по статье «Измена Родине» и осуждение на 15 лет заключения уже в советских концентрационных лагерях. С 1945 по 1946 Николай Пушкарь находился под следствием в г. Комсомольск-на-Амуре, а с 1946 по 1954 провел в заключении лагеря п/я 246.
Только после смерти Сталина многие заключенные, осужденные по такой же статье, вышли на свободу. В 1954-м был освобожден и несправедливо репрессированный Николай Пушкарь. А 6 июня 1962-го реабилитирован коллегией Верховного Суда СССР как невиновный в предъявленных ему обвинениях.
В 1957 году Пушкарь переехал в Калининград. Заглянув как-то раз в мастерскую местного художника-керамиста, он был потрясен процессом того, как бесформенный комок обыкновенной глины в чутких руках мастера способен приобрести самые причудливые формы. Николай Никитович взял кусок глины домой и работал с ней всю ночь напролет. Утром он принес в мастерскую своего будущего коллеги получившуюся у него фигурку рыбака. Керамисту очень понравилась его работа, её обожгли в печи, а спустя некоторое время фигурка попала на тематическую выставку в Польше.
В Калининграде Николай Никитович встретил женщину своей жизни. Анна Михайловна была родом из Мозыря. Вместе с женой часто приезжали к её родне, а в 1966 году переехали в город над Припятью на постоянное место жительства. Здесь он работал художником-оформителем на заводе мелиоративных машин, а вечерами во дворе собственного дома творил из глины новые образы, нащупывая свой собственный художественный стиль.

## Творчество
Николай Пушкарь — один из старейших белорусских керамистов, типичный представитель фольклорной тематики в мелкой керамической пластике, что прослеживается в его творчестве с конца 60-х годов. Его работы уводят зрителя в Белорусское Полесье, в неповторимый мир легенд, песен, сказок, обычаев и воплощают прошлое в человеческих характерах. Образы жителей этого края со всеми превратностями их существования, порой смешного, а порой грустного, воссоздает художник в своих композициях.
В поисках исконно полесского фольклора Николай Пушкарь много ездил по окрестным деревням, но основным источником вдохновения для него стал местный рынок, где он высматривал колоритные полесские образы и воплощал их в глине. Любимейшим героем раннего периода его творчества стал 90-летний старик-гончар, который, несмотря на преклонный возраст, бойко пританцовывая и пересыпая свою речь прибаутками, предлагал местным жительницам свой товар. Его образ, по личному мнению самого художника, максимально точно воплощает характерные черты, присущие коренным жителям (полешукам), такие как искрометное чувство юмора, умение наслаждаться жизнью, несмотря на её тяготы, и природный артистизм.
За 28 лет творческой деятельности его работы демонстрировались на всемирных художественных выставках «ЭКСПО-60» (Монреаль, Канада, 1965 г.), «ЭКСПО-70» (Япония) и международных выставках в Польше (1961, 1988), ЧССР (1973), Венгрии, ГДР и Болгарии. Многие из них были отмечены премиями.

В 1972 году на местной фабрике художественных изделий Пушкарь стоял у истоков основания цеха керамики, обучал людей мастерству обжига и лепки. Сегодня творческие традиции, заложенные Николаем Никитовичем, продолжают жить и развиваться в продукции Мозырской фабрики художественных изделий. Они любимы и узнаваемы далеко за пределами нашей республики. 
Постепенно его работы приобрели известность, у его творчества появились поклонники и последователи, со временем Николай Никитович стал членом союза художников, и в 1978 году городские власти выделили ему место для творческой мастерской. Этот старый заброшенный дом, который художник вместе со своим учеником и родственниками отремонтировал собственными руками, стал его мастерской, а впоследствии музеем, названным его именем. Деятель искусств Пушкарь на свои личные средства создал этот великолепный музей. Вещи, собираемые для экспозиции, отражали коллективную практику жителей Полесья, их культуру и быт и поэтому вдохновляли художника, наполняли смыслом и содержанием его творчество.
В 1976—1977 гг. принимал участие, как скульптор, в создании мемориального архитектурно-скульптурного комплекса «Курган Славы» воинам и партизанам, погибшим при освобождении г. Мозырь от фашистских захватчиков.
А в 1990 году ему было присвоено почетное звание «Заслуженный деятель искусств БССР».
Ушел из жизни Николай Никитович 29 декабря 1993 года.

## Его работы
Яркий национальный колорит произведений Николая Пушкаря превращает маленькие керамические фигурки в истинные произведения искусства, в которых сохранена красота души белорусского народа, его мудрость, душевность, чуткость, талант и трудолюбие. «Задача каждого творца, — говорил Николай Пушкарь, — выделить что-то интересное из нашей жизни, чтобы показать это людям. Жизнь наша складывается из множества мелочей — смешных и трагических. Часто мы не замечаем этого. Когда писатель пишет небольшой рассказ, то он, как через увеличительное стекло, исследует какой-то конкретный эпизод в наибольшем его проявлении. Вот так приблизительно делаю и я. Говорят, что смех продлевает жизнь. Безгранично был бы счастлив, чтобы в этом хотя бы немножко помогла моя глина…». Его композиции: «Белорусская картошка», «Братья-белорусы», «Павлинка», «Полешуки», «Рыбак», «Мы с тобою, как рыбка с водою», «Домашняя баталия», «Полешук-песняр», «Тарас на Парнасе», «Полесская красавица», «Кум и кума», «Полесские напевы», «Хор ветеранов», «Нестерка», «Лирник», «Дед и баба», «Мой родной край», «Дедуля Мозырь и красавица Припять», «Дедовский метод воспитания», «Стрижка под горшок», «Бриллиантовая свадьба», «Сваты», «Ярило», «Зазывание весны».
Ученики и близкие Николая Никитовича вспоминают, что он мог любую ситуацию превратить в сказку. Ярким примером они считают историю про кошку, которую художник приютил в своей мастерской. Кошка настолько привязалась к своему хозяину, что сопровождала его на работу, в прогулках по городу и неизменно присутствовала на его занятиях с детьми. Николай Пушкарь представлял её детям как свою «ученую секретаршу» и уверял их, что она помогает ему в работе и будет заменять его на уроках, если он заболеет и не сможет прийти.
Его произведения находятся в Национальном художественном музее Республики Беларусь, фондах Белорусского союза художников, Музее современного изобразительного искусства (Минск), объединённом краеведческом музее отдела культуры Мозырского райисполкома и за рубежом.

## Память
- Музей-мастерская художника-керамиста Н. Н. Пушкаря (с 1991 г.) в городе Мозырь Гомельской области Беларуси, входит в структуру Мозырского объединённого краеведческого музея[4].